# Barclays Capital
Barclays Capital is een Britse investeringsbank die internationaal opereert. Barclays Capital biedt financiering- en risicomanagement diensten aan bedrijven, instellingen en overheden.
Barclays Capital werd in 1997 opgericht als een dochteronderneming van Barclays. Het bedrijf wordt thans geleid door de bestuursvoorzitter Rich Ricci. Barclays Capital heeft vestigingen in meer dan dertig landen, waaronder in Nederland.